# Walther Mediger
Walther Mediger (* 2. Januar 1915 in Flensburg; † 31. Oktober 2007 in Hannover) war ein deutscher Historiker.

## Leben
1939 promovierte er zum Dr. phil. (Vergleich und Bild als Ausdrucksmittel im Russischen) bei Maximilian Braun in Göttingen. 1946 wurde er Lektor der russischen Sprache an der TH Hannover. Er wurde 1952 für das Fachgebiet „Mittlere und neuere Geschichte“ habilitiert. 1955 wurde er Dozent, drei Jahre später außerplanmäßiger Professor und 1967 Wissenschaftlicher Rat und Professor (Pensionierung 1977).

## Schriften (Auswahl)
- Moskaus Weg nach Europa. Der Aufstieg Russlands zum europäischen Machtstaat im Zeitalter Friedrichs des Großen. Braunschweig 1952, OCLC 878341070.
- Mecklenburg, Rußland und England-Hannover 1706–1721. Ein Beitrag zur Geschichte des Nordischen Krieges. Hildesheim 1967, OCLC 185776512.
- Herzog Ferdinand von Braunschweig-Lüneburg und die alliierte Armee im Siebenjährigen Krieg (1757–1762). Hannover 2011, ISBN 978-3-7752-5930-9.